# Lilla Dalsjön, Hälsingland
Lilla Dalsjön är en sjö i Bollnäs kommun i Hälsingland och ingår i Ljusnans huvudavrinningsområde. Sjön är 8 meter djup, har en yta på 0,213 kvadratkilometer och är belägen 219,1 meter över havet. Sjön avvattnas av vattendraget Isteån (Bogårdsån).

## Delavrinningsområde
Lilla Dalsjön ingår i det delavrinningsområde (683323-153281) som SMHI kallar för Inloppet i Lilla Dalsjön. Medelhöjden är 236 meter över havet och ytan är 0,83 kvadratkilometer. Räknas de 11 avrinningsområdena uppströms in blir den ackumulerade arean 84,83 kvadratkilometer. Isteån (Bogårdsån) som avvattnar avrinningsområdet har biflödesordning 2, vilket innebär att vattnet flödar genom totalt 2 vattendrag innan det når havet efter 92 kilometer. Avrinningsområdet består mestadels av skog (74 procent). Avrinningsområdet har 0,21 kvadratkilometer vattenytor vilket ger det en sjöprocent på 25,7 procent.